# همام بن مرة
همام بن مرة بن ذهل بن شيبان جدّ جاهلي، من سادات بني شيبان. وهو أخو جساس بن مرة قاتل كليب بن ربيعة. قتله ناشرة بن أغواث، ختلا، يوم «الواردات» من أيام حرب البسوس.

## نسبه

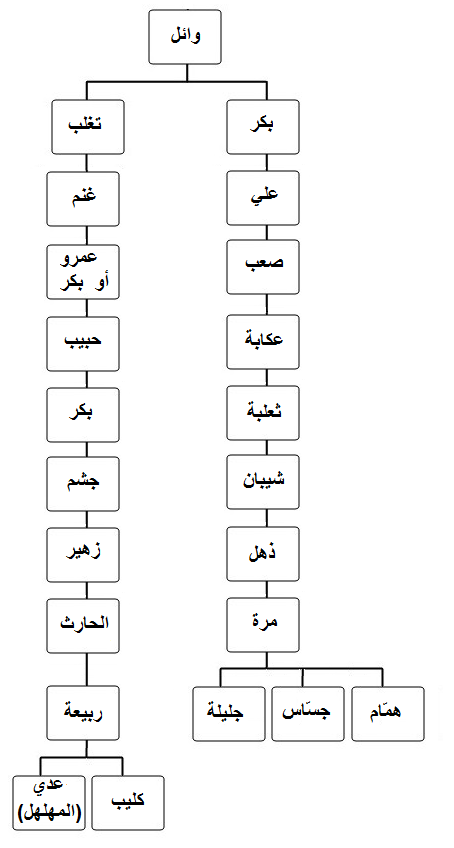
شجرة عائلة الشخصيات الرئيسية في حرب البسوس

هو همام  بن مرة بن ذهل بن شيبان بن ثعلبة بن عكابة بن صعب بن علي بن بكر بن وائل بن وائل بن قاسط بن هنب بن أفصى بن دعمي بن جديلة بن أسد بن ربيعة بن نزار بن معد بن عدنان 

## نسله
من نسله «بنو مرة بن الحارث» كانوا بعد الإسلام في خراسان، وبسطام بن قيس، ومعن بن زائدة المشهور، ويزيد بن مزيد القائد في أيام بني العباس، وابنه خالد بن يزيد من الأمراء، وشبيب بن يزيد من كبار الثائرين الخوارج على بني أمية.

## من أشعاره
قال همام:
وهناك عبارات قالها وأصبحت مثلاً عند العرب، فقد قيل أن ‌همام ‌بن ‌مرة كانت أمه لبنى بنت الحزمر بن كاهل، وكانت من بني أسد ابن خزيمة - أغار على بني أسد، قالت له امراة منهم: أبخالاتك يا همام تفعل هذا؟ قال: (كل ذات صدار خالة) لي فأرسلها مثلاً. وزعموا أن مرة بن ذهل والد همام كانت الأكلة أصابت رجله، فأمر بقطعها من الركبة، فدعا بنيه ليقطعوها، فكلهم أبى ان يقطعها، فدعا نقيذا؟ وهو همام بن مرة - وقال له: اقطعها يا بني، فجعل يهم به، فقال أبوه: إذا هممت فافعل، فسمي هماماً، فقطعها همام، فلما رآها قد بانت قال: (لو كنت منا حذوناك)  فأرسلها مثلاً.

## مقتله
قتله ناشر بن اغواث في يوم الواردات، حيث انتصرت فيه تغلب وكثر القتلى من بني شيبان وأحلافهم من بكر بن وائل وقتل فيه همام بن مرة.،وكانت أم ناشرة هذا هند بنت معاوية بن الحارث بن بكر بن حبيب، وكانت جارة لهمام، فأرادت أن تلد، فاجتمع إليها النساء، فسمعهن همام يقبلنها يقلن: قد جاء، قد جاء! يعنين الولد. فقالت أمّه: ادققن عنقه.
فقال لها همام: ويحك لا تفعلي. قالت: وما يعيشه؟ قال همام: أمة تعيشه، ولقحة، وجمل ذلول. قالت: بلى فأعطاها إياها.
فلما كان يوم واردات خرج همّام يسقى الناس الماء واللبن، فأبصره ناشرة فختله فطعنه فقتله، وهرب فلحق بقومه، فقالت أم ناشرة: